# Saint-Michel (Charente)
Saint-Michel település Franciaországban, Charente megyében. Lakosainak száma 3220 fő (2022. január 1.). Saint-Michel Angoulême, La Couronne, Fléac és Nersac községekkel határos.

## Népesség
A település népessége az elmúlt években az alábbi módon változott:
| Lakosok száma | 2702 | 3238 | 3125 | 3055 | 3270 | 3253 | 3227 | 3218 | 3225 | 3220 |
|               | 1968 | 1982 | 1990 | 2006 | 2013 | 2015 | 2017 | 2019 | 2020 | 2022 |